# Wyverstone
Wyverstone est un village et une paroisse civile du Suffolk, en Angleterre.